# 劉秀成

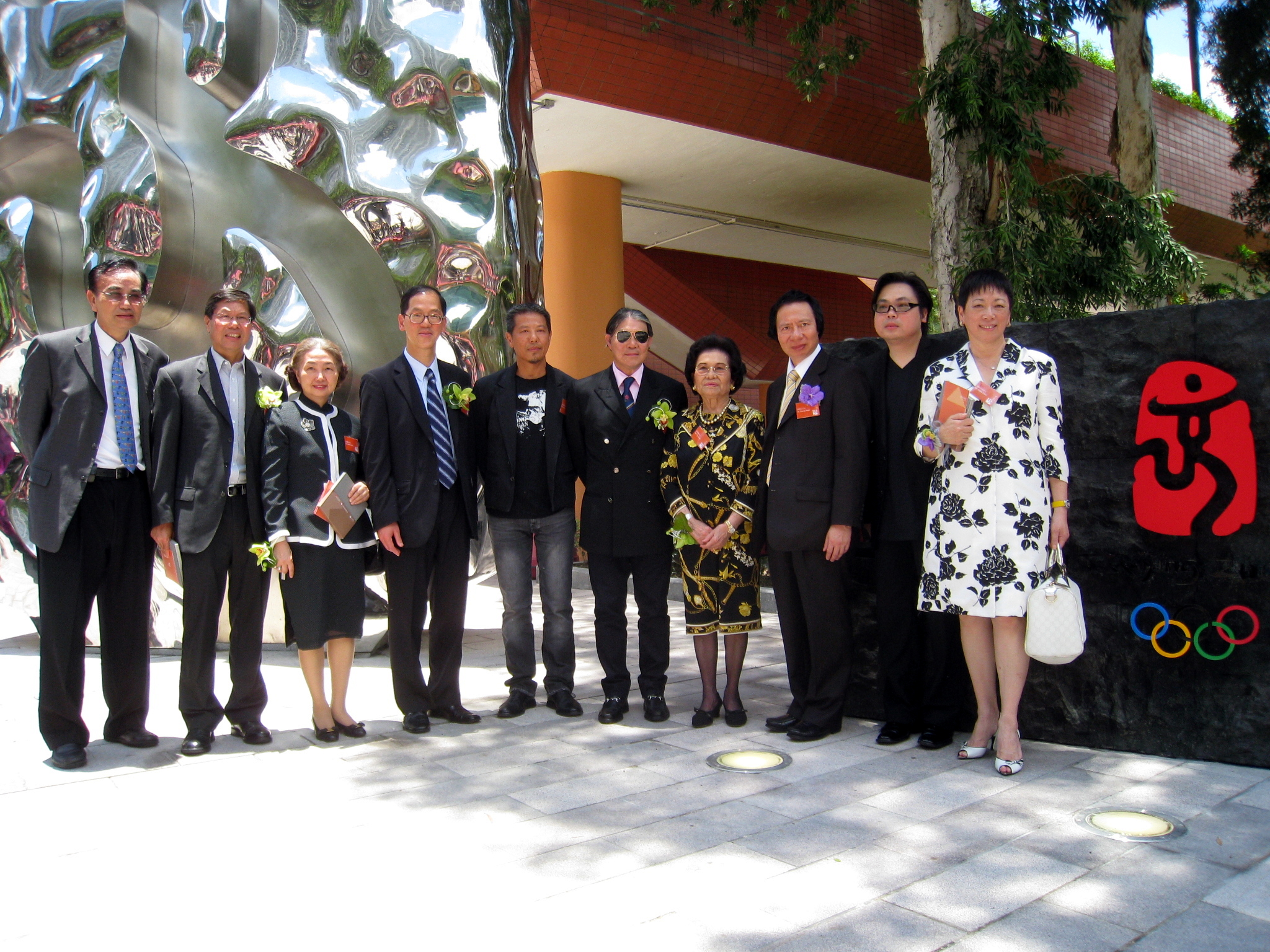
左一為劉秀成

劉秀成，SBS，JP（1944年6月1日—），出生於澳門，籍貫廣東東莞，加拿大籍香港建築師，前香港立法會議員。

## 背景
劉秀成早年在香港就讀幼稚園，在澳門就讀小學至三年級，便重回香港完成小學課程。他先入讀喇沙小學（1954年至1957年），再就讀聖保羅書院（1957年至1963年，1961年中五），及後先在1963年至1964年於香港利瑪竇書院任職中學教師，後於1968年取得法國楓丹白露美術學校（School of Fine Arts at Fontainebleau）建築文憑，1969年在加拿大馬尼托巴大學（又譯曼尼托巴大學，位於溫尼伯）修畢建築學學士（1964年至1969年）。劉秀成當年尚未回港發展事業；他在溫哥華一間建築公司「Thompson Berwick Pratt & Partners」任職設計建築師，又於1972年至1973年任溫哥華市城市規劃部門的城市規劃師。1973年至2004年間在香港大學任教，先後任建築系講師、高級講師（1982年起）及教授，1996年至2000年任香港大學建築系系主任。
任職香港大學期間，劉秀成於1973年至1977年擔任「Wong & Onyang & Associates」公司的顧問，1977年自立門戶任設計建築顧問，1988年獲得澳門東亞大學工商管理碩士（1984年至1988年）。及至2004年，他踏足政界，在2004年香港立法會選舉建築、測量及都市規劃界中勝出，成為議員（2012年角逐連任時以1607票不敵謝偉銓的1668票而連任失敗）。2006年成立香港中伸書院（Hong Kong Central College），為香港其中一所提供副學士課程的非牟利教育機構，擔任校董委員會主席一職。此外，劉秀成曾於1984年獲選香港十大傑出青年，1991年獲頒香港傑出建築師獎。

## 個人生活
劉秀成的妻子是劉傅律冰（Ruby），2人於溫哥華結婚，共有1子1女。

## 建築作品
- 香港培英中學
- 法國國際學校
- 西島中學
- 香港澳洲國際學校
- 香港國際學校
- 澳門大學舊校園（今澳門城市大學校址）
- 香港科技大學設計方案第一名（與黎錦超教授及王歐陽合作；最終被科大校委及校長一致否決）
- 香港專業教育學院沙田分校學習資源中心
- 香港知專設計學院設計方案之一
- 香港教育大學賽馬會小學（與凱達柏濤合作）

## 榮譽
- 香港十大傑出青年 (1984年)
- 銀紫荊星章 (2000年)
- 非官守太平紳士 (2004年)

## 外部連結
- 劉秀成個人網頁（页面存档备份，存于）